# باتريك ارين
باتريك ارين (بالإنجليزية: Patrick Warren)‏ هو ملحن أمريكي، ولد في 3 مارس 1957.

## وصلات خارجية
- باتريك ارين على موقع IMDb (الإنجليزية)
- باتريك ارين على موقع ميوزك برينز (الإنجليزية)
- باتريك ارين على موقع أول ميوزيك (الإنجليزية)
- باتريك ارين على موقع ديسكوغز (الإنجليزية)